# Salvatore Bisogni
Salvatore Bisogni (Napoli, 4 marzo 1932 – Napoli, 25 settembre 2018) è stato un architetto italiano.

## Biografia
Si è laureato nel 1965 con una tesi sull'architettura ed il paesaggio a Napoli redatta con Agostino Renna (Edilizia Moderna n. 87-88). 
La frequentazione come allievo e collaboratore di Luigi Cosenza ha determinato la propensione verso il progetto architettonico della città rafforzatasi negli anni grazie al lavoro di assistente a Roma presso Ludovico Quaroni.
Dal 1970 al 1977 è stato docente di Composizione architettonica presso la Facoltà di Architettura di Palermo dove ha lavorato con Vittorio Gregotti con il quale ha redatto alcuni importanti progetti: il quartiere Zen a Palermo ed il concorso per il Centro Direzionale di Vienna.
Ha partecipato alla XV Triennale di Milano con un progetto per Montecalvario elaborato insieme ad A. Buonaiuto, A. Cantone e F. Messina. Ha insegnato presso la Facoltà di Architettura di Napoli dove è diventato professore ordinario di Composizione Architettonica.
Gli anni napoletani sono stati segnati dall'intensa attività di ricerca e di lavoro con lo studio aperto insieme ad Anna Buonaiuto. Fra le realizzazioni si segnalano una scuola media a rione Traiano ed una scuola materna a Poggioreale (Casabella n. 564) ed un mercato per i Quartieri Spagnoli a Napoli. Generosi studi sono stati realizzati sui temi della periferia urbana, sul ruolo dell'architettura pubblica nelle aree metropolitane, sul tema del riparo. Soprattutto questi ultimi gli hanno valso il riconoscimento di Accademico di San Luca nel 2008. Nello stesso anno la Facoltà di Architettura di Napoli ed il Politecnico di Milano hanno promosso due mostre sui suoi progetti e sull'attività di ricerca. Nel 2012 ha esposto nell'ambito della mostra sulla Tendenza organizzata dal Centro Georges Pompidou a Parigi.

## L'architettura di Bisogni
Salvatore Bisogni appartiene alla scuola del neorazionalismo italiano che emersa a partire dagli anni sessanta del novecento si è poi articolata in più filoni, da quello classicista proprio della Tendenza milanese alla ricerca sulla ragione degli edifici che ha sviluppato, in uno stringente rapporto con la storia, l'insegnamento di Mies van der Rohe.
Gli studi con Ludovico Quaroni hanno determinato in Bisogni un interesse precipuo per il tema del rapporto fra architettura, natura e paesaggio come già si evidenzia fin dai magistrali disegni della tesi di laurea con Agostino Renna. La vocazione urbana della sua architettura si manifesta nei molteplici progetti per il quartiere Montecalvario a Napoli dove il rapporto fra architettura, piano e città si articola attraverso gli approfondimenti sulla composizione del settore urbano e la rilettura di Ludwig Hilberseimer.
La stagione culturale segnata dal contributo teorico di Aldo Rossi (L'architettura della città), Vittorio Gregotti (Il territorio dell'architettura) e Giorgio Grassi (La costruzione logica dell'architettura) ha visto in Bisogni un protagonista attento ma critico come hanno dimostrato in seguito le sue poche ma significative opere costruite.
La scuola media per il rione Traiano a Napoli (1987 - 89) fissa una cifra di continuità con il moderno classicismo milanese. Chiarezza dell'impianto compositivo, simmetria della pianta, declinazione delle parti, l'edificio segna il senso dell'architettura collettiva traducendosi in un microcosmo di città secondo la lezione sviluppata già da Rossi con la scuola di Fagnano Olona e da Grassi con il dormitorio dell'Università di Chieti.
Degli stessi anni è la realizzazione della scuola materna a Poggioreale che tuttavia è più recente di circa un decennio nel progetto. La conferma dell'impianto simmetrico trova uno sviluppo significativo nel lessico architettonico e nel rapporto fra vuoti e pieni della lunga facciata esposta sul giardino che nella "sua apparenza complessiva evoca una grandiosità di intenti che raramente si è vista in Italia o altrove nell'ultimo mezzo secolo".
Il mercato per il rione San Ferdinando a Napoli determina un ulteriore scarto nel rapporto fra progetto e costruzione sintetizzando il significato civile dell'architettura nella copertura piana sostenuta da diciotto colonne che definisce l'aula aperta del mercato relazionata su un lato ad un padiglione civico con basamento più due livelli. Il linguaggio si rivolge ad una interpretazione del razionalismo in architettura di più ampio respiro che pur guardando ai maestri tedeschi quali Heinrich Tessenow e Mies van der Rohe, mostra la capacità di rileggere la tradizione moderna italiana di Giuseppe Terragni, Adalberto Libera, Luigi Cosenza.

## La ricerca
Nel 1969 scrive con Renna il paragrafo Il contributo italiano al dibattito nella voce urbanistica del Dizionario Enciclopedico di Architettura e Urbanistica diretto da Paolo Portoghesi. Lo scritto è un'attenta disamina "relativa al complesso di idee razionali e coscienti che guidano i propositi di trasformazione della città....". La tesi è che la città è un organismo complesso il cui dato fondativo è guidato dalle forme conseguenti l'architettura e la struttura dialettica che essa instaura con le componenti della natura, del paesaggio, del territorio, degli spazi aperti che contribuiscono alla riformulazione dell'idea del piano.
Nel 1994 viene pubblicato il volume Napoli: Montecalvario, questione aperta che rilancia il rapporto mai sufficientemente indagato dalla cultura del moderno fra la nuova architettura e la città della storia. L'anno seguente il volume Periferie, Milano \ Napoli si inserisce nel dibattito sulle nuove centralità urbane attraverso la pubblicazione di due importanti progetti presentati alla Triennale: un nuovo centro tra Corsico e Cesano Boscone, il piano di architetture per l'area nord ovest di Napoli. Le considerazioni sulla città consolidata negano il tradizionale e deteriore concetto di periferia in favore di una visione di città aperta che si arricchisce in un consapevole esercizio di declinazione del senso e del ruolo del rapporto fra costruito e campagna.
Nel 2011 pubblica Ricerche in Architettura, la zolla nella dispersione delle aree metropolitane, uno studio sulla funzione e figura delle architetture pubbliche e servizi per lo sviluppo sostenibile delle aree metropolitane di Firenze, Milano, Napoli e Venezia Mestre, coordinando un ampio gruppo di ricerca con Guido Canella, Franco Purini e Gian Luigi Maffei. 

## Opere e progetti principali
- Quartiere Zen a Palermo - 1971
- Progetto per il quartiere Montecalvario - 1973
- Mercato rionale per il quartiere San Ferdinando - 1982
- Scuola media a Soccavo - 1974\1989
- Scuola materna a Poggioreale - 1984\1988
- Piazza a Villa di Briano - 1988